# Détox
Détox è una miniserie televisiva Francese creata e diretta da Marie Jardillier. Disponibile su Netflix dal 1 settembre 2022. Composta da 6 episodi, si distingue per il suo tono irriverente e un po' bizzarro, mescolando commedia e spunti di riflessione. La serie esplora con leggerezza il rapporto tra tecnologia, social network e vita personale, mantenendo un tocco surreale e un'ironia pungente.
La narrazione è vivace e sono presenti alcune situazioni assurde. Grazie alla breve durata degli episodi è ideale per il binge-watching.

## Trama
Léa e Manon sono due cugine trentenni, coinquiline inseparabili, ma entrambe intrappolate nella rete della tecnologia. Léa non riesce a lasciarsi alle spalle la rottura con il suo ex fidanzato e si ossessiona con il controllo dei suoi profili social. Manon, aspirante cantante, diventa bersaglio di cyberbullismo quando una sua performance disastrosa finisce per diventare virale. A un punto di rottura, le due decidono di intraprendere una sfida estrema: una "disintossicazione digitale" di 30 giorni, bandendo internet e dispositivi elettronici dalle loro vite. 
Ad aiutarle in questo percorso c'è Gagan, l'amico e vicino di casa eccentrico, con un cuore d'oro e un approccio unico alla vita. Gagan diventa il loro alleato (e talvolta il loro ostacolo) in una sfida che promette di rivoluzionare la loro esistenza. Ma tra tentazioni tecnologiche e imprevisti esilaranti, non mancano momenti di introspezione e romanticismo: Léa affronta i suoi sentimenti irrisolti, mentre nuove opportunità sembrano schiudersi per Manon, sia nella musica che nella vita personale.
Questa esperienza, non solo cambia Léa e Manon, ma coinvolge anche le loro famiglie, portandole a riscoprire il valore delle relazioni umane e della vita analogica.

## Episodi
Siamo due m***e o non siamo due m***e? 
Dopo una performance virale e un imbarazzante episodio di cyberstalking, Léa e Manon decidono di disintossicarsi dalla tecnologia per un mese. 
Il problema è che il mio ex verrà accompagnato
Patricia arriva a Parigi per il dottorato di Julien. Léa coinvolge Gagan in un piano per gestire l'imbarazzo di rivedere il suo ex, mentre Manon cerca di chiudere un conto in sospeso con Driko.
La scossa!
Il detox digitale non è così benefico come previsto. Yacine tenta di salvare la sua vacanza e Mireille litiga con Philippe. 
Dammi un cinque!
Manon torna a esibirsi sul palco e inquesta serata per le scocca la scintilla. Nel frattempo Léa e Gagan vanno a un appuntamento a quattro. Mireille sceglie di seguire l'istinto invece della routine.
Scusi se la interrompo
Léa organizza il compleanno di Mireille, ma l'evento degenera in tensioni familiari. 
Hai un concetto strano di tecnica
Nel giorno finale del detox, l'ultimo, Manon affronta un ostacolo nella carriera con l'aiuto della famiglia. Léa, in un momento cruciale, si trova a dover fare una scelta importante.

## Interpreti e personaggi
- Tiphaine Daviot[8] nel ruolo di Léa, è una trentenne intrappolata nella sua ossessione per i social media, incapace di superare la rottura con il suo ex fidanzato, Guillaume. La sua dipendenza digitale la porta a monitorare costantemente i profili di Guillaume, fino a essere bloccata e denunciata per stalking. Questo evento diventa il punto di svolta per Léa, spingendola a intraprendere una sfida estrema di disintossicazione digitale, insieme alla cugina e coinquilina Manon. Durante questo percorso, Léa affronta le sue insicurezze, i suoi sentimenti irrisolti e le difficoltà nel riconnettersi con una vita al di fuori degli schermi. Léa è un personaggio che combina vulnerabilità e forza interiore, offrendo momenti sia comici che emotivi, mentre cerca di ritrovare sé stessa e costruire relazioni autentiche in un mondo iperconnesso.
- Manon Azem [9]nel ruolo di Manon, cugina e coinquilina di Léa, Aspirante cantante, il suo sogno di sfondare è ostacolato da un'esibizione disastrosa che diventa virale, rendendola vittima di cyberbullismo e minando la sua autostima. Insieme a Léa, decide di intraprendere una "disintossicazione digitale" di 30 giorni, abbandonando i vari dispositivi elettronici per ritrovare sé stessa. Durante questa sfida, Manon affronta le sue paure, esplora nuove opportunità creative e si riconnette con le relazioni umane. Il suo personaggio riflette le difficoltà e le possibilità di riscatto nell'era digitale
- Oussama Kheddam [10] nel ruolo di Gagan, gestisce un negozio nelle vicinanze e svolge un ruolo significativo nel percorso di disintossicazione digitale intrapreso da Léa e Manon. È lui che custodisce i loro dispositivi elettronici durante il periodo di 30 giorni in cui le due decidono di vivere senza tecnologia. La sua presenza offre supporto pratico e morale, contribuendo al tema centrale della serie. All'inizio, Gagan appare come un personaggio eccentrico e un po' impacciato, ma con un grande cuore e una genuina simpatia verso Léa. È chiaro che prova interesse per lei, anche se non sempre trova il coraggio di esprimere apertamente i suoi sentimenti. Léa, inizialmente troppo presa dalla sua dipendenza digitale e dalle sue insicurezze personali, non sembra accorgersi subito dell'affetto di Gagan.
- Charlotte de Turckheim[11] nel ruolo di Mireille, è la madre di Léa, un personaggio esuberante e intrusivo che aggiunge un tocco di caos e comicità alla serie. Mireille è una donna forte e determinata, ma spesso incapace di rispettare i confini personali della figlia.
- Zinedine Soualem[12] nel ruolo di Philippe, è il padre di Léa. È un uomo di mezza età che, che insieme alla moglie Mireille, rappresenta la generazione precedente alle protagoniste. Il suo personaggio incarna le sfide e le incomprensioni tra genitori e figli nell'era digitale, offrendo spunti di riflessione su un mondo sempre più connesso.
- Helena Noguerra nel ruolo di Patricia, è la madre di Manon. È una donna elegante e sofisticata, che rappresenta un modello di figura materna complessa. Spesso cerca di mantenere un'immagine di perfezione, che però non sempre si allinea con i bisogni emotivi di Manon.
- Gauthier Battoue[13] nel ruolo di Guillaume, è l'ex fidanzato di Léa. Dopo la loro separazione, Léa sviluppa un'ossessione per Guillaume, monitorando costantemente i suoi profili sui social media. Questa fissazione porta Guillaume a presentare una denuncia per stalking contro Léa, risultando "bloccata" su tutti i social. Questo evento funge da catalizzatore per la decisione di Léa di intraprendere una disintossicazione digitale, cercando di superare la sua dipendenza dalla tecnologia e l'ossessione per il suo ex.
- Manon Bresch[14] nel ruolo di Lilou, è un'influencer di Instagram. Giovane e carismatica, Lilou ha costruito una solida presenza online, condividendo contenuti legati alla moda e alle tendenze. La sua vita digitale simboleggia il culmine dell'era dei social media, dominata dalla ricerca costante di like. Lilou rappresenta un contrasto diretto con le protagoniste Léa e Manon, che stanno cercando di disintossicarsi dal mondo digitale. Mentre le cugine si impegnano a riconnettersi con una realtà analogica, Lilou evidenzia le pressioni e le insidie della vita online. Il personaggio diventa una lente attraverso cui si osservano le sfide di bilanciare l'autenticità con le aspettative sociali e virtuali, offrendo spunti e fa riflettere sui lati positivi e negativi della connessione digitale.

## Produzione

### Casting
Tiphaine Daviot è stata scelta per il ruolo di Léa, grazie alla sua esperienza in produzioni televisive e cinematografiche francesi. Manon Azem è stata selezionata per interpretare Manon, grazie al background artistico. Oussama Kheddam è stato scelto per il ruolo di Gagan, grazie all'esperienza fatta in altri film commedia francese.

### Riprese
La serie è stata girata interamente in Francia, con particolare enfasi sulla regione dell'Île-de-France, che comprende la città di Parigi e i suoi dintorni. Le riprese principali della prima stagione sono iniziate nell'ottobre 2021 e si sono concluse nel novembre dello stesso anno, durando circa un mese. Il cast e la troupe hanno viaggiato attraverso diverse località della regione per catturare sfondi adatti alle scene della serie. Le location scelte includono quartieri residenziali parigini e altre aree iconiche, ma anche spazi meno noti per rappresentare un ambiente quotidiano.